# Psidium calyptranthoides
Psidium calyptranthoides är en myrtenväxtart som beskrevs av Brother Alain. Psidium calyptranthoides ingår i släktet Psidium och familjen myrtenväxter. Inga underarter finns listade i Catalogue of Life.